# Шерон Б'юкенен
Шерон Б'юкенен (англ. Sharon Buchanan, 12 березня 1963) — австралійська хокеїстка на траві.
Олімпійська чемпіонка 1988 року, учасниця 1984, 1992 років.
Переможниця Трофею чемпіонів 1991, 1993 років, срібна призерка 1987, 1989 років.
Срібна призерка Чемпіонату світу 1990 року.